# Janusz Ziembiński

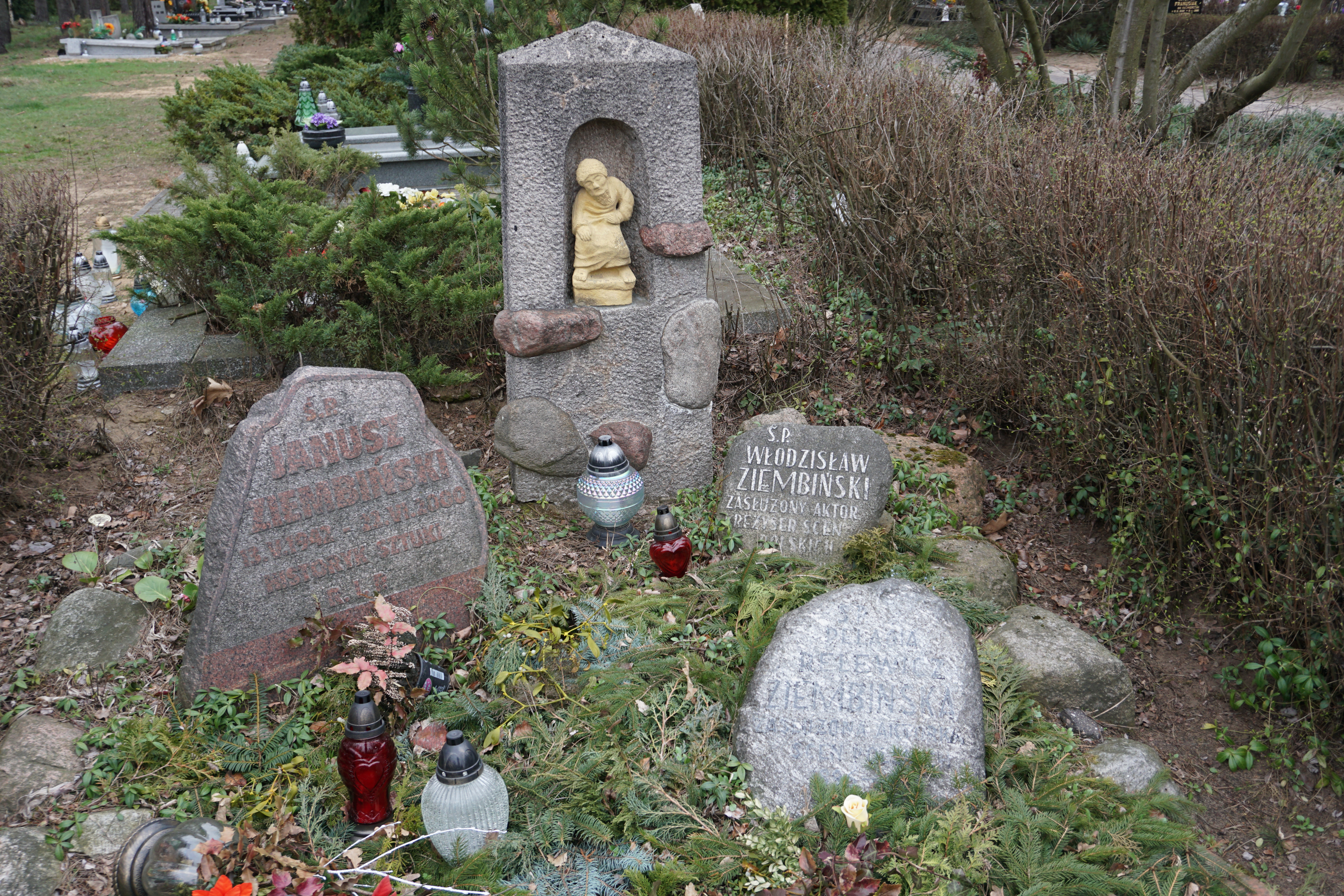
Grób Włodzisława, Pelagii i Janusza Ziembińskich na Cmentarzu Junikowo w Poznaniu

Janusz Ziembiński (ur. 13 maja 1942, zm. 22 czerwca 2000) – polski historyk sztuki, muzealnik i dyrektor muzeów.

## Życiorys
Ukończył I Liceum Ogólnokształcące im. Karola Marcinkowskiego w Poznaniu (1961) oraz historię sztuki na Uniwersytecie im. Adama Mickiewicza w Poznaniu (1967). Został zatrudniony w poznańskim Muzeum Narodowym oraz w jego oddziałach w Rogalinie i Gołuchowie. W kolejnych latach pracował w poznańskim oddziale Polskiej Akademii Nauk jako starszy asystent (1973–1976) oraz w Muzeum – Zamku w Łańcucie jako wicedyrektor ds. naukowych (1976–1978).
W 1978 roku objął dyrekcję Muzeum Wnętrz Zabytkowych w Pszczynie. Przyczynił się do rozwoju naukowego i aktywizacji placówki. W 1979 roku, we współpracy z Towarzystwem Miłośników Ziemi Pszczyńskiej, zainicjował organizowane do dzisiaj, coroczne koncerty muzyczne – Wieczory u Telemanna (patronuje im niemiecki kompozytor Georg Philipp Telemann (1681–1767)). Natomiast w 1982 roku odbyły się po raz pierwszy, organizowane do 1994 roku, Seminaria Pszczyńskie, poświęcone początkowo dziejom zamku pszczyńskiego i jego właścicieli, miasta oraz regionu, a z czasem poszerzone o problematykę poświęconą dawnym rezydencjom. Był organizatorem wielu wystaw czasowych, a w 1990 roku rozpoczął rekonstrukcję wnętrz zamkowych wg stanu z lat 1914–1915. Prace tez zostały nagrodzone w 1995 roku dyplomem honorowym federacji Europa Nostra. W 1998 roku dzięki jego staraniom Muzeum zostało wpisane do Państwowego Rejestru Muzeów Ministra Kultury i Sztuki. 
Był również współautorem i redaktorem wielu publikacji poświęconych historii zamku i Ziemi Pszczyńskiej. Zainicjował wydawanie cyklicznego periodyku pt. Materiały Muzeum Wnętrz Zabytkowych w Pszczynie (1982–2009) oraz był autorem blisko 90 opracowań naukowych z zakresu historii sztuki, archeologii klasycznej i socjologii kultury. Dzięki jego staraniom wydano obszerne przewodniki po zabytkowych wnętrzach, m.in. autorstwa poprzedniego dyrektora placówki Ignacego Płazaka.
Należał do licznych stowarzyszeń i organizacji, m.in. Stowarzyszenia Historyków Sztuki, Stowarzyszenia Związku Muzeów Wnętrz i Zespołów Rezydencjonalnych, Międzynarodowej Rady Muzeów ICOM, Międzynarodowego Towarzystwa Telemann-Gesellschaft e.v. w Magdeburgu, Rady ds. Muzeów przy Ministrze Kultury i Sztuki oraz Rady przy Ministrze Kultury i Dziedzictwa Narodowego. Zasiadał również w radach muzeów w Łańcucie, Poznaniu i Zamku Królewskiego w Warszawie.
Był synem aktorów: Włodzisława Ziembińskiego oraz Pelagii Relewicz-Ziembińskiej. Został pochowany wraz z rodzicami na poznańskim cmentarzu Junikowo.